# Armenien ved vinter-PL 2018
Armenien deltog ved vinter-PL 2018  i Pyeongchang, Sydkorea i perioden 9.-18. marts 2018. Landet sendte en para-alpin skiløber, Sasun Hakobyan. Han kvalificerede sig til vinterlegene i november 2017 og blev navngivet til holdet før nogen af landets olympiske folk.

## Medaljer
| 2018 Pyeongchang | Guld | Sølv | Bronze | Total |
| Armenien         | 0    | 0    | 0      | 0     |